# American Dreams
American Dreams – amerykański serial telewizyjny nadawany w latach 2002–2005 w Stanach Zjednoczonych przez telewizję NBC. W Polsce serial ten w latach 2008–2010 emitowała TV Puls.
Akcja serialu rozgrywa się w latach 1963–1966. Głównymi bohaterami jest rodzina Pryorów. Tłem dla ich losów są wydarzenia w USA – zmiany społeczne, polityczne i kulturalne lat '60.

## Reżyseria
- Daniel Attias
- Tom Verica i inni

## Obsada
- Jack Pryor – Tom Verica
- Helen Pryor – Gail O’Grady
- John Pryor Jr. – Will Estes
- Meg Pryor – Brittany Snow
- Patricia Pryor – Sarah Ramos
- Will Pryor – Ethan Dampf
- Henry Walker – Jonathan Adams
- Sam Walker – Arlen Escarpeta
- Beth Pryor – Rachel Boston
- Roxanne Bojarski – Vanessa Lengies

i inni

## Nagrody
- TV Land Award 2003 w kategorii Future Classic
- Nagroda Emmy 2003 za najlepsze fryzury w odcinku „I Wanna Hold Your Hand” (seria 1. odc. 11)
- Nagroda Emmy 2003 za najlepsze kostiumy w odcinku „Where the Boys Are” (seria 1. odc. 19)
- Nagroda Amerykańskiego Stowarzyszenia Kompozytorów, Autorów i Wydawców Best Theme Song of Television in 2003 dla piosenki „Generation”